# Land van Dol

Vlag van Bro Zol

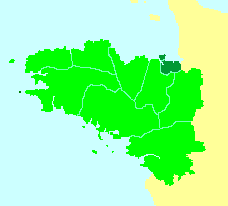
Ligging van Bro Zol

Het land van Dol (Bretons: Bro Zol) is een historische streek in Bretagne, met als centrum het  bisdom Dol-de-Bretagne.
Het was veruit het kleinste van de Bretonse landen. Tegenwoordig bestrijkt het 43 gemeenten op 637 km² en 50.000 inwoners.